# Pallavolo ai Giochi della XXV Olimpiade - Torneo maschile
Il torneo maschile di pallavolo ai Giochi della XXV Olimpiade si è svolto dal 26 luglio al 9 agosto 1992 a Barcellona, in Spagna, durante i Giochi della XXV Olimpiade. Al torneo hanno partecipato 12 squadre nazionali e la vittoria finale è andata per la prima volta al Brasile.

## Gironi
| Girone A                                          | Girone B                                                         |
| ------------------------------------------------- | ---------------------------------------------------------------- |
| Canada Francia Giappone Italia Spagna Stati Uniti | Algeria Brasile Corea del Sud Cuba Paesi Bassi Squadra Unificata |

## Fase finale

### Finali 1º e 3º posto
|  | Quarti            | Quarti  |             |             | Semifinale         | Semifinale         |  |  | Finale 1º/2º posto | Finale 1º/2º posto |
|  |                   |         |             |             |                    |                    |  |  |                    |                    |
|  |                   |         |             |             |                    |                    |  |  |                    |                    |
|  |                   |         |             |             |                    |                    |  |  |                    |                    |
|  | Italia            | 2       |             |             |                    |                    |  |  |                    |                    |
|  | Italia            | 2       |             |             |                    |                    |  |  |                    |                    |
|  | Paesi Bassi       | 3       |             |             |                    |                    |  |  |                    |                    |
|  | Paesi Bassi       | 3       | Paesi Bassi | 3           |                    |                    |  |  |                    |                    |
|  |                   |         | Paesi Bassi | 3           |                    |                    |  |  |                    |                    |
|  |                   | Cuba    | 0           |             |                    |                    |  |  |                    |                    |
|  | Spagna            | Cuba    | 0           | 0           |                    |                    |  |  |                    |                    |
|  | Spagna            |         |             | 0           |                    |                    |  |  |                    |                    |
|  | Cuba              | 3       |             |             |                    |                    |  |  |                    |                    |
|  | Cuba              | 3       | Paesi Bassi | 0           |                    |                    |  |  |                    |                    |
|  |                   |         | Paesi Bassi | 0           |                    |                    |  |  |                    |                    |
|  |                   | Brasile | 3           |             |                    |                    |  |  |                    |                    |
|  | Stati Uniti       | Brasile | 3           | 3           |                    |                    |  |  |                    |                    |
|  | Stati Uniti       |         |             | 3           |                    |                    |  |  |                    |                    |
|  | Squadra Unificata | 1       |             |             |                    |                    |  |  |                    |                    |
|  | Squadra Unificata | 1       | Stati Uniti | 1           | Finale 3º/4º posto | Finale 3º/4º posto |  |  |                    |                    |
|  |                   |         | Stati Uniti | 1           | Finale 3º/4º posto | Finale 3º/4º posto |  |  |                    |                    |
|  |                   | Brasile | 3           |             |                    |                    |  |  |                    |                    |
|  | Giappone          | Brasile | 3           | 0           | Cuba               | 1                  |  |  |                    |                    |
|  | Giappone          |         |             | 0           | Cuba               | 1                  |  |  |                    |                    |
|  | Brasile           | 3       |             | Stati Uniti | 3                  |                    |  |  |                    |                    |
|  | Brasile           | 3       |             |             | 3                  |                    |  |  |                    |                    |
|  |                   |         |             |             |                    |                    |  |  |                    |                    |
|  |                   |         |             |             |                    |                    |  |  |                    |                    |

### Finali 5º e 7º posto
|  | Semifinali        | Semifinali        | Semifinali |          |        | Finale 5º/6º posto | Finale 5º/6º posto | Finale 5º/6º posto |  |
|  |                   |                   |            |          |        |                    |                    |                    |  |
|  | Italia            | Italia            | 3          |          |        |                    |                    |                    |  |
|  | Italia            | Italia            | 3          |          |        |                    |                    |                    |  |
|  | Spagna            | Spagna            | 0          |          |        |                    |                    |                    |  |
|  | Spagna            | Spagna            | 0          |          | Italia | Italia             | 3                  |                    |  |
|  |                   |                   |            |          | Italia | Italia             | 3                  |                    |  |
|  |                   |                   | Giappone   | Giappone | 0      |                    |                    |                    |  |
|  | Squadra Unificata | Squadra Unificata | Giappone   | Giappone | 0      | 2                  |                    |                    |  |
|  | Squadra Unificata | Squadra Unificata |            |          |        | 2                  |                    |                    |  |
|  | Giappone          | Giappone          | 3          |          |        | Finale 7º/8º posto | Finale 7º/8º posto | Finale 7º/8º posto |  |
|  | Giappone          | Giappone          | 3          |          |        |                    |                    |                    |  |
|  |                   |                   |            |          |        |                    |                    |                    |  |
|  |                   |                   |            |          |        | Spagna             | Spagna             | 2                  |  |
|  |                   |                   |            |          |        | Spagna             | Spagna             | 2                  |  |
|  |                   |                   |            |          |        | Squadra Unificata  | Squadra Unificata  | 3                  |  |

## Podio

### Campione
Formazione: 1 Marcelo Negrão, 2 Jorge Brito, 3 Giovane Gávio, 5 Paulo Silva, 6 Maurício de Lima, 7 Janelson Carvalho, 8 Douglas Chiarotti, 9 Antônio Gouveia, 10 Talmo Oliveira, 12 André Ferreira, 14 Alexandre Samuel, 15 Amauri Ribeiro, CT: José Roberto Guimarães

### Secondo posto
Formazione: 1 Martin Teffer, 3 Henk-Jan Held, 5 Ronald Boudrie, 7 Marko Klok, 8 Ron Zwerver, 9 Avital Selinger, 10 Edwin Benne, 11 Olof van der Meulen, 12 Peter Blangé, 13 Jan Posthuma, 14 Martin van der Horst, 15 Ronald Zoodsma, CT: Arie Selinger

### Terzo posto
Formazione: 1 Carlos Briceno, 2 Daniel Greenbaum, 3 Nick Becker, 4 Robert Ctvrtlik, 5 Bryan Ivie, 6 Steve Timmons, 7 Brent Hilliard, 8 Scott Fortune, 9 Robert Samuelson, 10 Jeff Stork, 14 Eric Sato, 15 Doug Partie, CT: Frederick Sturm

## Classifica finale
| Classifica | Squadre           |
| ---------- | ----------------- |
|            | Brasile           |
|            | Paesi Bassi       |
|            | Stati Uniti       |
| 4          | Cuba              |
| 5          | Italia            |
| 6          | Giappone          |
| 7          | Squadra Unificata |
| 8          | Spagna            |
| 9          | Corea del Sud     |
| 10         | Canada            |
| 11         | Francia           |
| 12         | Algeria           |